# وشم بوته‌زار
وشم بوته‌زار (نام علمی: Nothoprocta cinerascens) نام یک گونه از زیرخانواده وشم‌های بیابانی است.